# Alexandre Joaquim de Sequeira

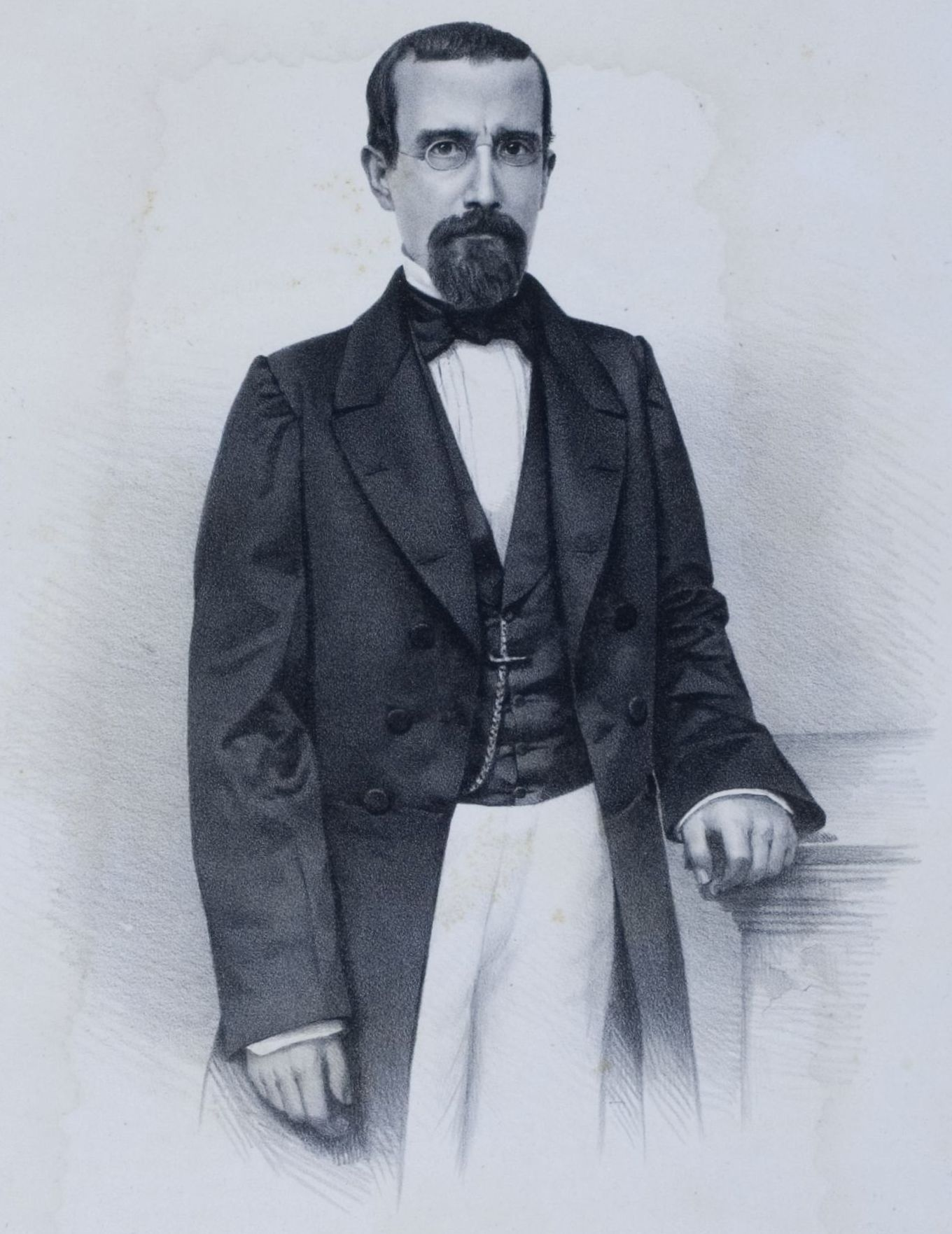
Litografia de Alexandre Joaquim de Sequeira por Sébastien Auguste Sisson

Alexandre Joaquim de Sequeira (1814 — 23 de julho de 1872) foi um político brasileiro.
Foi presidente da província de Minas Gerais, nomeado por carta imperial de 11 de janeiro de 1850, de 1 de março a 14 de junho de 1850.